# توماش لیپینسکی
توماش لیپینسکی (لهستانی: Tomasz Lipiński؛ زادهٔ ۲۱ اوت ۱۹۵۵) موسیقی‌دان، نوازندهٔ گیتار و خواننده راک و پانک راک اهل لهستان است.
از فیلم‌هایی که وی در آن‌ها نقش داشته است، می‌توان به زندگی به مثابه بیماری آمیزشی مرگبار اشاره نمود.